# Gideon Ahltorp
Anders Erik Gideon Ahltorp, född 26 mars 1902 i Södertälje, död 6 augusti 1997 i Kalmar, var en svensk läkare. 
Ahltorp blev medicine licentiat vid Karolinska institutet i Stockholm 1929, innehade olika underläkarförordnanden 1930–1943, var biträdande överläkare vid kvinnokliniken på Lunds lasarett 1944–1948, biträdande lärare i obstetrik och gynekologi vid Lunds universitet 1945–1948 och underläkare på Helsingborgs barnbördshus 1949–1950. Han var överläkare vid obstetrisk-gynekologiska kliniken på Kalmar lasarett 1951–1967, tillika styresman för nämnda lasarett 1951–1955 och 1960–1967.  Han författade skrifter i obstetrik och gynekologi. Gideon Ahltorp är gravsatt i södra minneslunden på Södra kyrkogården i Kalmar.